# معلم نحوي (لسانيات)

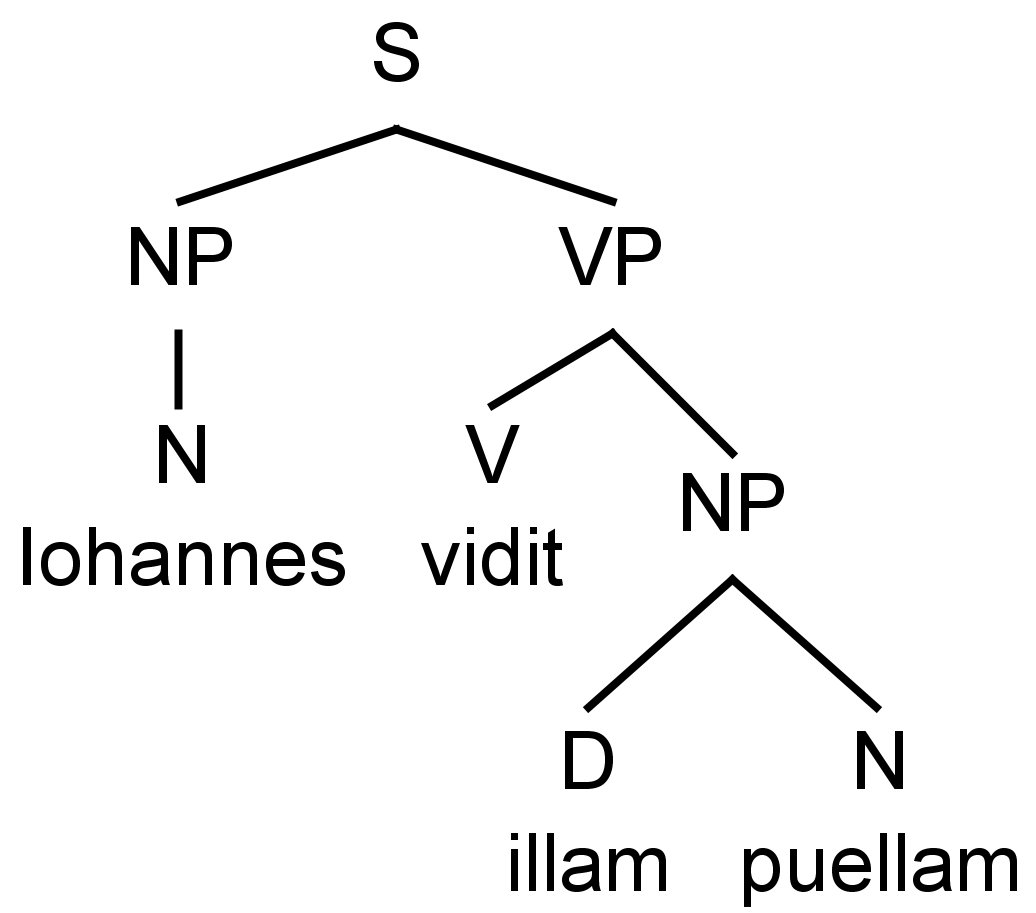

المَعلَم النحوي أو التركيب التعبيري عند النحاة هو ما أريد بجزء لفظه الدلالة على جزء معناه. ويقابله المفرد.

## إسنادي
إن كان بين جزئي المركب إسناد، سمي مركبا إسناديا وجملة. فإن كان ما بينهما إسنادا أصليا مقصودا لذاته، سمي كلاما. فالجملة أعم من الكلام.

## تقييدي
وإن لم يكن بينهما إسناد فإما أن تكون بينهما نسبة تقييدية، بأن يكون أحد الجزئين قيدا للآخر، فيسمى مركبا تقييديا؛ 

### إضافي
فإن كان أحدهما مضافا والآخر مضافا إليه سمي مركبا إضافيا

### توصيفي
وإن كان أحدهما موصوفا والآخر صفة سمي مركبا توصيفيا (وأما المصادر والصفات مع فاعلها فإنها في حكم المركبات التقييدية لكون إسنادها غير تام)

## غير تقييدي
وإما أن لا تكون بينها نسبة تقييدية ويسمى مركبا غير تقييدي وهو ما ليس فيه نسبة إسنادية ولا تقييدية أصلا.

### تعدادي
ثم المركب غير التقييدي إما أن يركب تركيبا به يصير في حكم الكلمة الواحدة، معدودا في الأسماء، أو غير معدود فيها، الثاني نحو بزيد ومنك، والأول إن تضمن الجزء الثاني منه حرفا سواء كان حرف عطف نحو خمسة عشر ويسمى مركبا تعداديا فإنه في الأصل خمسة وعشر أو غيره كحرف الجر نحو بيت بيت أي بيت منته إلى بيت

### تضمني
أو ملصق به يسمى مركبا تضمنيا،

### مزجي
وإن لم يتضمن له سمي مركبا مزجيا وامتزاجيا وذا المزاج أيضا.

#### صوتي
والمزجي إذا كان مختوما بويه كسيبويه وعمرويه يسمى مركبا صوتيا.